# 四鬚岩鱈
四鬚岩鱈，為輻鰭魚綱鱈形目江鱈科的其中一種，分布於西北大西洋區，從格陵蘭西部至墨西哥灣；東北大西洋區，從巴倫支海至法國比斯開灣海域，棲息深度20-650公尺，體長可達41公分，棲息在沙泥底質海域，屬肉食性，以魚類、甲殼類、橈腳類、片腳類等為食，可作為食用魚。